# Syzygium germainii
Syzygium germainii är en myrtenväxtart som beskrevs av Gerda Jane Hillegonda Amshoff. Syzygium germainii ingår i släktet Syzygium och familjen myrtenväxter.
Artens utbredningsområde är Kongo-Kinshasa. Inga underarter finns listade i Catalogue of Life.